# Arnold Holitscher
Arnold Holitscher (7. srpna 1859 Vídeň – 21. října 1942 Praha) byl československý lékař a politik německé národnosti, meziválečný poslanec a senátor Národního shromáždění za Německou sociálně demokratickou stranu dělnickou v ČSR.

## Biografie
Byl židovského původu, ale roku 1883 vystoupil z židovské náboženské obce. Byl synem vídeňského sládka. Vystudoval Vídeňskou univerzitu. Získal titul doktora lékařství. Působil jako lékař v Horním Slavkově, byl okresním lékařem v Březové (Pirkenhammer) a následně hlavním lékařem okresní nemocenské pokladny v Chomutově.
Od roku 1919 byl členem DSAP. V parlamentních volbách v roce 1920 získal za Německou sociálně demokratickou stranu dělnickou v ČSR (DSAP) mandát v Národním shromáždění. Podle údajů k roku 1920 byl profesí lékařem v Pirkenhammeru. Jako lékař se angažoval v osvětě a kampaních proti alkoholismu. Sám totiž předtím byl závislý na alkoholu. Od roku 1919 do roku 1925 předsedal Svazu dělnických abstinentů. Díky němu byl roku 1922 přijat zákon na ochranu mládeže před alkoholismem (tzv. Lex Holitscher).
V parlamentních volbách v roce 1929 získal senátorské křeslo v Národním shromáždění za německé sociální demokraty. V senátu setrval do roku 1935.
Zasedal v okresním zastupitelstvu v Karlových Varech. Po anexi Sudet Německem uprchl s manželkou do Prahy. Zde zemřel v roce 1942. Během holokaustu zahynuly jeho sestry Anna (* 1864) a Helena (* 1866) ve vyhlazovacím táboře Treblinka.